# 朱拱欏
樂安端簡王朱拱欏（1504年1月29日—1559年5月22日），號眠雲，明朝寧藩第三代樂安王，樂安靖莊王朱宸湔的嫡長子。

## 生平
弘治十七年正月十三日（1504年1月29日）生。封樂安長子。嘉靖二十一年（1542年），樂安靖莊王朱宸湔去世。嘉靖二十四年三月初五日（1545年4月15日），朱拱欏襲封樂安王。嘉靖三十二年（1553年），朱拱欏奉敕管理寧府事及瑞昌、石城王府事。
嘉靖三十八年四月十六日（1559年5月22日），朱拱欏去世，享年五十六歲，諡號端簡。兩年後，嫡長子朱多焿襲爵。

## 家庭

### 妻
- 江氏（1510年4月25日－1566年4月5日），東城兵馬副指揮江天美女[4]，初冊為樂安長子夫人，嘉靖二十四年（1545年）冊為樂安王妃[5]。

### 子孫
- 嫡長子：樂安長子→樂安敬裕王朱多焿
- 庶次子：鎮國將軍朱多焀（1534年－）
  - 第一子：輔國將軍朱謀⿰土道[6]
    - 第一子：奉國將軍朱統錫[6]

  - 第二子：輔國將軍朱謀塏[6]
  - 第三子：輔國將軍朱謀墺[6]
    - 第一子：奉國將軍朱統錦[6]
- 庶三子：鎮國將軍朱多烙（1548年－）[7]
  - 第一子：輔國將軍朱謀翹[6]

### 女
- 嫡長女：匡廬縣主
- 嫡次女：高樂縣主
- 嫡三女：新會縣主
- 嫡四女：螺川縣主
- 嫡五女：臨平縣主[4]